# Gerunziu
În structura morfologică a unor limbi, gerunziul este o formă verbală nepersonală inclusă de tradiția unor gramatici, cum este cea română sau cea franceză, printre moduri. În alte gramatici, cum sunt cele ale limbilor din diasistemul slav de centru-sud (bosniacă, croată, muntenegreană, sârbă, prescurtat BCMS) sau ale limbii maghiare, gerunziul nu este considerat mod, ci numit „formă verbală nepersonală”, sau este inclus printre așa-numitele „forme nominale ale verbului”. Prezintă particularități de tip verbal, dar și trăsături ale altor părți de vorbire: adverb, adjectiv, substantiv.

## În limba română

### Morfologia gerunziului

#### Formă
Gerunziul românesc provine de la forma corespunzătoare din limba latină: cantandum > cântând. Este marcat prin sufixul -ând, la majoritatea verbelor, sau -ind: fugind. Urmat de un pronume neaccentuat conjunct, personal (cu excepția lui o) sau reflexiv, i se adaugă vocala de legătură -u-: ducându-l, văzându-se.
În ceea ce privește alte forme verbale, gerunziul intră în compoziția formei de prezent a modului prezumtiv: voi/oi fi greșind.

#### Valori modale și temporale
Fiind un mod dependent, gerunziul preia de obicei semnificația modală și temporală a verbului regent:
- indicativ: A intrat spărgând ușa, A fugit mâncând pământul;
- conjunctiv: A început să cânte, murmurând încet;
- condițional-optativ: Stând aici, mi-ai fi de folos;
- prezumtiv: O fi plecat plângând;
- imperativ: Pleacă, luându-ți tot ce ai!;
- infinitiv: Nu se recomandă a citi mâncând.

Totuși, uneori gerunziul are valori modale sau/și temporale diferite de ale verbului regent:
- valoare modală diferită – de exemplu conjunctiv față de indicativ: Nu l-am văzut ducându-se pe acolo = Nu l-am văzut să se fi dus…;
- valoare temporală diferită:

- imperfect față de perfect: A sosit plângând;
- prezent față de viitor: Nu va ajunge la timp, distanța fiind mare.

De obicei gerunziul exprimă o acțiune în desfășurare simultană cu acțiunea verbului regent (a se vedea exemplele de mai sus).

### Sintaxa gerunziului

#### Compliniri
Din punct de vedere sintactic, valorile verbale ale gerunziului nu sunt concurate de valori nominale. El poate primi toate complinirile verbului:
- subiect:

- de obicei același ca al verbului regent (exemplele de mai sus);
- uneori subiect propriu: Am văzut-o dormind;

- nume predicativ: Fiind băiet păduri cutreieram (Mihai Eminescu);
- complement de diverse specii:

- complement direct: Absolvind liceul, s-a înscris la facultate;
- complement indirect: Pleacă, luându-ți tot ce ai!;
- complement circumstanțial de loc: Stând aici, mi-ai fi de folos;
- complement circumstanțial de mod: A început să cânte, murmurând încet;

- element predicativ suplimentar: M-a lăsat ieșind furios.

#### Funcții sintactice
Pe lângă valoarea verbală ca element regent, gerunziul are mai ales valoare adverbială ca parte de propoziție, exprimând diferite complemente circumstanțiale:
- complement circumstanțial de cauză: Venind la timp, am găsit loc;
- complement circumstanțial de mod: A intrat spărgând ușa;
- complement circumstanțial de timp: Primind scrisoarea, a răspuns imediat;
- complement circumstanțial condițional: Având răbdare, ai să afli imediat;
- complement circumstanțial concesiv: Știind că n-ai să-mi răspunzi, eu tot am să-ți scriu;
- complement circumstanțial instrumental: I-a răspuns punându-i o întrebare.

Mai rar, gerunziul poate îndeplini și alte funcții sintactice:
- atribut: o fată semănând a băiat;
- element predicativ suplimentar: Am văzut-o plângând;
- complement direct: Am auzit vorbindu-se despre asta;
- subiect: Se aude trăsnind.

## În alte limbi
În diverse limbi sunt de asemenea forme verbale corespunzătoare gerunziului românesc, cu aproximativ aceleași folosiri, dar unele din aceste forme corespund și cu alte forme românești decât gerunziul.

### În limba franceză
În franceză sunt două forme care corespund cu gerunziul românesc.
Forma numită „participiu prezent” are aceeași origine ca gerunziul. Aproape toate verbele îl formează de la radicalul formei de indicativ prezent, persoana I plural, cu adăugarea sufixului -ant, ex. faire „a face” → nous faisons „facem” → faisant. Are o valoare verbală, corespunzătoare cu cea a gerunziului (ex. Ne voulant pas bronzer, elle reste à l’ombre „Nevrând să se bronzeze, stă la umbră”) și una adjectivală, mai frecventă decât în cazul gerunziului, corespunzătoare cu o propoziție atributivă: Les personnes ayant un ticket bleu doivent se présenter au contrôle „Persoanele care au bilet albastru trebuie să se prezinte la control”. Poate avea și subiect propriu: J’ai aperçu Paul sortant du métro „L-am zărit pe Paul ieșind din metrou” (= „... când ieșea...”).
Cu valoare verbală, există și o formă pentru acțiuni anterioare celei a verbului regent, numită „participiu trecut compus”, alta decât cea numită „participiu trecut”. Participiul trecut compus are ca auxiliar verbul avoir sau verbul être la participiu prezent și este urmat de forma de participiu trecut a verbului cu sens lexical: Les ayant finalement retrouvées, il mit ses lunettes sur le siège... et s’assit dessus „Găsindu-i până la urmă, își puse ochelarii pe scaun... și se așeză pe ei”.
De la forma de participiu, cu morfemul en (provenit din prepoziția en) antepus acesteia se formează modul numit gérondif, care corespunde de asemenea cu gerunziul. Spre deosebire de participiul prezent, nu poate avea subiect propriu, exemplu: J’ai aperçu Paul en sortant du métro „L-am zărit pe Paul ieșind din metrou” (= „... când ieșeam...”). Existând două forme corespunzătoare gerunziului, nu poate fi confuzie între subiectul propriu și cel al verbului regent.
Există și un gérondif trecut, mai rar folosit, formă compusă la fel ca a participiului trecut compus, pentru acțiuni anterioare celei a verbului regent: On est revenus par le même chemin et on est rentrés à sept heures en n’ayant rencontré absolument personne ! „Ne-am întors pe același drum și am ajuns acasă la ora șapte neîntâlnindu-ne cu absolut nimeni!”.

### În BCMS
În aceste limbi, gerunziul are drept corespondent două forme numite „adverbe verbale”, unul prezent și unul trecut. Cel prezent se alcătuiește numai de la verbe de aspect imperfectiv, de la forma de indicativ prezent, persoana a III-a plural, cu sufixul -ći, ex. sr  čitati „a citi” → čitaju „(ei/ele) citesc” → čitajući.
Adverb verbal trecut au aproape numai verbele de aspect perfectiv. Se formează de la tema participiului numit „activ”, la care se adaugă sufixul -vši: stići „a sosi” → stigao „sosit” → stigavši „sosind”.
Adverbul verbal nu poate avea subiect diferit de cel al verbului regent. Forma de prezent exprimă acțiuni simultane cu cea a verbului regent (Izađoše iz kafane vikajući i pevajući „Ieșiră din cârciumă țipând și cântând”), iar cea de trecut – acțiuni anterioare: Zauzeli su prvo mesto na tabeli pobedivši sve protivnike „Au ocupat locul întâi pe tabelă, învingând toți adversarii”.

### În limba maghiară
În maghiară, forma corespunzătoare gerunziului se formează la verbele regulate de la radicalul acestora, identic în majoritatea cazurilor cu forma de persoana a III-a singular a indicativului prezent, adăugându-se sufixul -va/-ve. Cele două variante ale sale se aplică conform regulilor armoniei vocalice. Exemple: kiabálni „a striga” → kiabál „strigă” → kiabálva „strigând”, keresni „a căuta” → keres „caută” → keresve „căutând”.
Această formă are folosirile pe care le are și gerunziul românesc, doar că nu poate avea subiect propriu, ex. Állva nézte a meccset „Se uita la meci stând în picioare”. În plus, gerunziul verbelor tranzitive poate corespunde și cu participiul românesc: Jól megsózva kéred a sültkrumplit? „Vrei cartofii prăjiți sărați bine?”.